# 吉恩 (內華達州)
吉恩（英語：Jean）是位於美國內華達州克拉克縣的非建制地區。

## 歷史
吉恩的郵局自1905年營運至今。

## 地理
吉恩所處的海拔為高於海平面866米（即2841英呎），而該地所採用的時區為UTC-8，即太平洋时区（PST）。同時該地設有夏令時間，為UTC-8調快一小時，即UTC-7（PDT）。